# Pandemia de COVID-19 nos Açores
Este artigo documenta os impactos da pandemia de COVID-19 de 2020 na Região Autónoma dos Açores em Portugal e pode não incluir todas as principais respostas e medidas contemporâneas.

## Casos
| dia    | #   |
| ------ | --- |
| 15 Mar | 1   |
| 16 Mar | 1   |
| 17 Mar | 1   |
| 18 Mar | 2   |
| 19 Mar | 3   |
| 20 Mar | 3   |
| 21 Mar | 4   |
| 22 Mar | 11  |
| 23 Mar | 12  |
| 24 Mar | 17  |
| 25 Mar | 22  |
| 26 Mar | 24  |
| 27 Mar | 25  |
| 28 Mar | 27  |
| 29 Mar | 42  |
| 30 Mar | 47  |
| 31 Mar | 49  |
| 1 Abr  | 57  |
| 2 Abr  | 63  |
| 3 Abr  | 66  |
| 4 Abr  | 66  |
| 5 Abr  | 67  |
| 6 Abr  | 67  |
| 7 Abr  | 71  |
| 8 Abr  | 72  |
| 9 Abr  | 84  |
| 10 Abr | 85  |
| 11 Abr | 85  |
| 12 Abr | 94  |
| 13 Abr | 100 |
| 14 Abr | 101 |
| 15 Abr | 102 |
| 16 Abr | 105 |
| 17 Abr | 106 |
| 18 Abr | 128 |
| 19 Abr | 128 |
| 20 Abr | 131 |
| 21 Abr | 131 |
| 22 Abr | 138 |
| 23 Abr | 138 |
| 24 Abr | 138 |
| 25 Abr | 138 |
| 26 Abr | 138 |
| 27 Abr | 138 |
| 28 Abr | 138 |
| 29 Abr | 138 |
| 30 Abr | 138 |
| 1 Mai  | 142 |
| 2 Mai  | 143 |
| 3 Mai  | 143 |
| 4 Mai  | 143 |
| 5 Mai  | 144 |
| 6 Mai  | 144 |
| 7 Mai  | 144 |
| 8 Mai  | 144 |
| 9 Mai  | 144 |
| 10 Mai | 145 |
| 11 Mai | 145 |
| 12 Mai | 145 |
| 13 Mai | 145 |
| 14 Mai | 145 |
| 15 Mai | 145 |
| 16 Mai | 145 |
| 17 Mai | 145 |
| 18 Mai | 146 |
| 19 Mai | 146 |
| 20 Mai | 146 |
| 21 Mai | 146 |
| 22 Mai | 146 |
| 23 Mai | 146 |
| 24 Mai | 146 |
| 25 Mai | 146 |
| 26 Mai | 146 |
| 27 Mai | 146 |
| 28 Mai | 146 |
| 29 Mai | 146 |
| 30 Mai | 146 |
| 31 Mai | 146 |
| 1 Jun  | 146 |
| 2 Jun  | 146 |
| 3 Jun  | 146 |
| 4 Jun  | 146 |
| 5 Jun  | 146 |
| 6 Jun  | 146 |
| 7 Jun  | 146 |
| 8 Jun  | 146 |
| 9 Jun  | 146 |
| 10 Jun | 147 |
| 11 Jun | 147 |
| 12 Jun | 147 |
| 13 Jun | 147 |

### Gráficos

#### Evolução diária dos casos
| Casos de COVID-19 nos Açores () Mortes Recuperados Casos ativos mar.abr.mai.jun.Últimos 15 diasÚltimos 15 dias | Casos de COVID-19 nos Açores () Mortes Recuperados Casos ativos mar.abr.mai.jun.Últimos 15 diasÚltimos 15 dias | Casos de COVID-19 nos Açores () Mortes Recuperados Casos ativos mar.abr.mai.jun.Últimos 15 diasÚltimos 15 dias | Casos de COVID-19 nos Açores () Mortes Recuperados Casos ativos mar.abr.mai.jun.Últimos 15 diasÚltimos 15 dias | Casos de COVID-19 nos Açores () Mortes Recuperados Casos ativos mar.abr.mai.jun.Últimos 15 diasÚltimos 15 dias |
| --- | --- | --- | --- | --- |
| Data | Data | | # de casos | # de mortes |
| 2020-03-15 | 2020-03-15 | | 1(n.a.) | |
| ⋮ | ⋮ | | 1(=) | |
| 2020-03-18 | 2020-03-18 | | 2(+100%) | |
| 2020-03-19 | 2020-03-19 | | 3(+50%) | |
| 2020-03-20 | 2020-03-20 | | 3(=) | |
| 2020-03-21 | 2020-03-21 | | 4(+33.3%) | |
| 2020-03-22 | 2020-03-22 | | 11(+175%) | |
| 2020-03-23 | 2020-03-23 | | 12(+9.1%) | |
| 2020-03-24 | 2020-03-24 | | 17(+41.7%) | |
| 2020-03-25 | 2020-03-25 | | 22(+29.4%) | |
| 2020-03-26 | 2020-03-26 | | 24(+9.1%) | |
| 2020-03-27 | 2020-03-27 | | 25(+4.2%) | |
| 2020-03-28 | 2020-03-28 | | 27(+8%) | |
| 2020-03-29 | 2020-03-29 | | 42(+55.6%) | |
| 2020-03-30 | 2020-03-30 | | 47(+11.9%) | |
| 2020-03-31 | 2020-03-31 | | 49(+4%) | |
| 2020-04-01 | 2020-04-01 | | 57(+16.3%) | |
| 2020-04-02 | 2020-04-02 | | 63(+10.5%) | |
| 2020-04-03 | 2020-04-03 | | 66(+4.7%) | |
| 2020-04-04 | 2020-04-04 | | 66(=) | |
| 2020-04-05 | 2020-04-05 | | 67(+1.5%) | |
| 2020-04-06 | 2020-04-06 | | 67(=) | |
| 2020-04-07 | 2020-04-07 | | 71(+6%) | |
| 2020-04-08 | 2020-04-08 | | 72(+1.4%) | 1(n.a.) |
| 2020-04-09 | 2020-04-09 | | 84(+16.7%) | 2(+100%) |
| 2020-04-10 | 2020-04-10 | | 85(+1.2%) | 3(+50%) |
| 2020-04-11 | 2020-04-11 | | 85(=) | 3(=) |
| 2020-04-12 | 2020-04-12 | | 94(+10.6%) | 4(+33.3%) |
| 2020-04-13 | 2020-04-13 | | 100(+6.4%) | 4(=) |
| 2020-04-14 | 2020-04-14 | | 101(+1%) | 4(=) |
| 2020-04-15 | 2020-04-15 | | 102(+1%) | 5(+25%) |
| 2020-04-16 | 2020-04-16 | | 105(+2.9%) | 5(=) |
| 2020-04-17 | 2020-04-17 | | 106(+1%) | 5(=) |
| 2020-04-18 | 2020-04-18 | | 128(+20.8%) | 6(+20%) |
| 2020-04-19 | 2020-04-19 | | 128(=) | 6(=) |
| 2020-04-20 | 2020-04-20 | | 131(+2.3%) | 7(+16.7%) |
| 2020-04-21 | 2020-04-21 | | 131(=) | 7(=) |
| 2020-04-22 | 2020-04-22 | | 138(+5.3%) | 8(+14.3%) |
| 2020-04-23 | 2020-04-23 | | 138(=) | 9(+12.5%) |
| 2020-04-24 | 2020-04-24 | | 138(=) | 9(=) |
| 2020-04-25 | 2020-04-25 | | 138(=) | 9(=) |
| 2020-04-26 | 2020-04-26 | | 138(=) | 10(+11.1%) |
| 2020-04-27 | 2020-04-27 | | 138(=) | 10(=) |
| 2020-04-28 | 2020-04-28 | | 138(=) | 11(+10%) |
| 2020-04-29 | 2020-04-29 | | 138(=) | 13(+18.1%) |
| 2020-04-30 | 2020-04-30 | | 138(=) | 13(=) |
| 2020-05-01 | 2020-05-01 | | 142(+2.9%) | 14(+7.7%) |
| 2020-05-02 | 2020-05-02 | | 143(+0.7%) | 14(=) |
| 2020-05-03 | 2020-05-03 | | 143(=) | 14(=) |
| 2020-05-04 | 2020-05-04 | | 143(=) | 14(=) |
| 2020-05-05 | 2020-05-05 | | 144(+0.7%) | 14(=) |
| 2020-05-06 | 2020-05-06 | | 144(=) | 15(+7.1%) |
| 2020-05-07 | 2020-05-07 | | 144(=) | 15(=) |
| 2020-05-08 | 2020-05-08 | | 144(=) | 15(=) |
| 2020-05-09 | 2020-05-09 | | 144(=) | 15(=) |
| 2020-05-10 | 2020-05-10 | | 145(+0.7%) | 15(=) |
| 2020-05-11 | 2020-05-11 | | 145(=) | 16(+6.7%) |
| 2020-05-12 | 2020-05-12 | | 145(=) | 16(=) |
| 2020-05-13 | 2020-05-13 | | 145(=) | 16(=) |
| 2020-05-14 | 2020-05-14 | | 145(=) | 16(=) |
| 2020-05-15 | 2020-05-15 | | 145(=) | 16(=) |
| 2020-05-16 | 2020-05-16 | | 145(=) | 16(=) |
| 2020-05-17 | 2020-05-17 | | 145(=) | 16(=) |
| 2020-05-18 | 2020-05-18 | | 146(+0.7%) | 16(=) |
| 2020-05-19 | 2020-05-19 | | 146(=) | 16(=) |
| 2020-05-20 | 2020-05-20 | | 146(=) | 16(=) |
| 2020-05-21 | 2020-05-21 | | 146(=) | 16(=) |
| 2020-05-22 | 2020-05-22 | | 146(=) | 16(=) |
| 2020-05-23 | 2020-05-23 | | 146(=) | 16(=) |
| 2020-05-24 | 2020-05-24 | | 146(=) | 16(=) |
| 2020-05-25 | 2020-05-25 | | 146(=) | 16(=) |
| 2020-05-26 | 2020-05-26 | | 146(=) | 16(=) |
| 2020-05-27 | 2020-05-27 | | 146(=) | 16(=) |
| 2020-05-28 | 2020-05-28 | | 146(=) | 16(=) |
| ⋮ | ⋮ | | 146(=) | 16(=) |
| 2020-06-03 | 2020-06-03 | | 146(=) | 16(=) |
| 2020-06-04 | 2020-06-04 | | 146(=) | 16(=) |
| 2020-06-05 | 2020-06-05 | | 146(=) | 16(=) |
| ⋮ | ⋮ | | 146(=) | 16(=) |
| 2020-06-10 | 2020-06-10 | | 147(+0.7%) | 16(=) |
| ⋮ | ⋮ | | 147(=) | 16(=) |
| 2020-06-20 | 2020-06-20 | | 148(+0.7%) | 16(=) |
| ⋮ | ⋮ | | 148(=) | 16(=) |
| 2020-06-23 | 2020-06-23 | | 150(+1.4%) | 16(=) |
| 2020-06-24 | 2020-06-24 | | 151(+0.7%) | 16(=) |
| 2020-06-25 | 2020-06-25 | | 151(=) | 16(=) |
| 2020-06-26 | 2020-06-26 | | 151(=) | 16(=) |
| Fonte: COVID-19 AÇORES \| Presidência do Governo Regional dos Açores, SRS                                      | | | | |

## Meios e Preparação
À semelhança do que também ocorreu na Região Autónoma da Madeira, o Governo Regional dos Açores elaborou várias medidas de contingência antes da confirmação dos primeiros casos. Impôs quarentenas obrigatórias à chegada à região, declarou situação de contingência regional (semelhante a um estado de emergência, que coloca todos os meios de proteção civil em estado de prontidão), pediu ao Governo da República a suspensão de todos os voos para o arquipélago, e anunciou medidas extraordinárias de proteção social dos trabalhadores e das suas famílias.
Já após o surgimento dos primeiros casos, o governo regional encerrou os serviços da administração pública, transferindo os seus trabalhadores para o regime de teletrabalho,
restringiu o atendimento presencial da Segurança Social, suspendeu consultas de medicina dentária, foram igualmente encerradas as escolas conforme orientação nacional, foram asseguradas medidas de ação social como o assegurar de refeições escolares para os beneficiários desse apoio, foram restringidas ligações aéreas e marítimas entre ilhas e foram garantidas medidas de apoio económico.

## Cronologia

### Março de 2020

#### 13 de março
O governo regional declara situação de contingência, causada pela pandemia de COVID-19.

#### 15 de março
As autoridades regionais de saúde confirmam o primeiro caso positivo dos Açores, correspondente a uma residente na ilha Terceira, de 29 anos, com regressada recentemente de Amsterdão, nos Países Baixos, e Felgueiras, em Portugal continental.

#### 18 de março
O segundo caso é confirmado, uma senhora de 49 anos da ilha de São Jorge. É decretado pelo Presidente da República, com parecer favorável do Conselho de Estado e do Governo da República e com a autorização da Assembleia da República Portuguesa, o Estado de Emergência em todo o país, em virtude da situação de calamidade causada pela pandemia do novo coronavírus. O estado de emergência prevê um conjunto de medidas desde encerramento de serviços não essenciais até restrições na circulação de pessoas, quando a situação não o justifique.

#### 19 de março
Mais um caso é confirmado, uma mulher de 24 anos da ilha do Faial, terá contraído a doença numa viagem pela Europa.

#### 21 de março
O quarto caso é relatado pelas autoridades. Trata-se de uma mulher de São Jorge, com 60 anos, que vinha de uma viagem em grupo ao estrangeiro.

#### 22 de março
São confirmados mais 7 casos. 5 na ilha de São Jorge (3 homens, entre os 43 e 52 anos, e 2 mulheres, de 45 e 68 anos, todos eles regressados recentemente de uma viagem ao estrangeiro em grupo), um na Terceira (homem de 40 anos) e outro em São Miguel (um jovem de 24 anos que teve contacto com um caso positivo no continente português).

#### 23 de março
Um outro caso é reportado, na ilha de São Miguel. Trata-se de uma jovem de 23 anos com passagem recente pelos Países Baixos.

#### 24 de março
5 novos casos foram confirmados na região. 2 na ilha Terceira (mulheres de 20 e 37 anos, infetadas por contactos próximos na região), 2 em São Miguel (um homem e uma mulher, de 31 e 22 anos, respetivamente, regressados de um cruzeiro com destino ao Dubai, o mesmo dos casos de São Jorge) e um no Pico (homem de 53 anos, vindo do Canadá e com contacto a um caso positivo).

#### 25 de março
Mais 5 casos confirmados em relação ao dia anterior. 2 dos casos foram detetados na ilha Terceira (homens de 25 e 29 anos, o primeiro por contacto com infetados na ilha e o segundo possivelmente pela deslocação ao Dubai pelo cruzeiro), 2 no Faial (uma mulher e um homem, de 67 e 38 anos, respetivamente, regressados recentemente da cidade do Porto), e um em São Miguel (uma mulher de 30 anos, também ela participante do referido cruzeiro).

#### 26 de março
Duas novas infeções são confirmadas, duas mulheres de 24 e 51 anos, ambas da ilha do Pico e com ligações a um outro caso diagnosticado na mesma ilha. É decretado, no mesmo dia, o confinamento obrigatório numa unidade hoteleira à chegada ao arquipélago.

#### 27 de março
Uma nova infeção é registada. Um homem de 39 anos de São Miguel.

#### 28 de março
Mais dois casos são reportados pelas autoridades. Um refere-se a uma mulher de 37 anos da ilha de São Miguel, regressada recentemente de uma viagem ao exterior da região. O outro caso é de uma mulher de 35 anos, da ilha Terceira e sem relação a casos anteriores.
Neste dia, a Secretaria Regional de Saúde alerta para as imprecisões dos relatórios da DGS quanto aos dados da região.

#### 29 de março
O número de casos sobe em 15, totalizando 42 casos na RA dos Açores. 6 desses novos casos são na ilha de São Miguel (2 homens de 38 e 47 anos; 4 mulheres com idades entre os 19 e os 80 anos), 2 na Terceira (um homem e uma mulher, de 50 e 47 anos, respetivamente), 5 no Pico (2 homens de 42 e 71 anos, 2 mulheres de 39 e 64 anos e uma rapariga de 3 anos) e 2 no Faial (um homem e uma mulher de 43 e 42 anos, respetivamente).
Neste dia, foi, também, estabelecido um cordão sanitário no concelho da Povoação, após recomendações da autoridade de saúde regional, uma vez que tinham sido registados vários casos em pouco espaço de tempo no município.

#### 30 de março
5 novos casos são registados. Todos na ilha de São Miguel. Trata-se de 2 homens de 37 e 49 anos com viagem recente ao exterior da região, e de 3 mulheres com idades entre 24 e 59 anos, uma, também ela, regressada do exterior da região e as restantes com contactos próximos a pessoas que haviam estado, também, fora da região.

#### 31 de março
Um novo caso foi reportado pelas autoridades. Um homem de 57 anos, da ilha do Pico, que tinha regressado do exterior da região. É prorrogada, pelo Governo dos Açores, a situação de contingência regional, até 30 de abril, face à situação de calamidade pública vivida devido à pandemia.

### Abril de 2020

#### 1 de abril
9 novos casos são confirmados. 7 casos em São Miguel (quatro homens, entre 27 e 64 anos, e trêmulheresno, de 18, 27 e 56 anos, todos infetados por contactos próximos) e 2 na Graciosa (um homem e uma mulher, de 76 e 80 anos, respetivamente, regressados recentemente de fora da região).

#### 2 de abril
Mais 6 casos são registados, totalizando-se 63 casos na região. Três dos novos casos são em São Miguel (todas mulheres com 23, 45 e 48 anos), dois na Terceira (uma mulher e um homem, com 50 e 25 anos, respetivamente) e um na Graciosa (também uma mulher com 58 anos). Todos tiveram contactos com infetados anteriormente.
A Assembleia da República, em Lisboa, aprova o decreto presidencial, de Marcelo Rebelo de Sousa, que estabelece a prorrogação por mais 15 dias do Estado de Emergência nacional. Neste dia foram também fixadas cercas sanitárias em todos os municípios da ilha de São Miguel, antecipando-se à extensão desta medida ao resto do território nacional que viria a acontecer a 9 de abril.

#### 3 de abril
3 novos casos em relação ao dia anterior. Duas mulheres de 46 e 80 anos, que tiveram contactos com casos infetados, e um homem de 56 anos que tinha vindo do exterior da região.

#### 4 de abril
Neste dia as autoridades sanitárias confirmaram a primeira recuperação nos Açores.

#### 5 de abril
Após um dia sem registo de casos, confirma-se uma nova infeção em território açoriano. Uma senhora da ilha de São Miguel, com 35 anos, que tinha estado em contacto com um caso confirmado.

#### 7 de abril
Após um novo dia sem novos casos, as autoridades revelam mais quatro novos casos, 2 são de São Miguel e um do Pico, senhoras com idades de 48, 77 e 91 anos, elevando o número total para 71.

#### 8 de abril
Registou-se mais um caso nos Açores, uma jovem de 21 anos da ilha Graciosa. Regista-se o primeiro óbito, um doente com cerca de 90 anos e com co-morbilidades associadas, e confirmaram-se, também, mais duas recuperações.

#### 9 de abril
12 novos casos registados em relação ao dia anterior (7 profissionais de saúde e 5 utentes de um lar na localidade de Nordeste, na ilha de São Miguel) no total 84 casos. As autoridades sanitárias rejeitam, ainda, a existência de transmissão ativa comunitária, afirmando que ainda se conseguem estabelecer conexões entre os casos e elaborar cadeias de transmissão. Regista-se, também, o segundo óbito na região autónoma, um dos idosos do lar.

#### 10 de abril
Foi registada a terceira morte em solo açoriano. Foi, também, confirmado mais um caso em São Miguel. O doente tinha tido contacto próximo com um infetado do lar de idosos de Nordeste.

#### 11 de abril
Foi confirmada a quarta recuperação nos Açores e não foi confirmado nenhum novo caso.

#### 12 de abril
Após um dia sem novos casos, são registados mais 9 casos de infeção. Os casos diagnosticados são na ilha de São Miguel, tratando-se de 6 mulheres, entre os 22 e os 64 anos, e 3 homens, entre os 26 e os 54 anos. Regista-se também um novo óbito.

#### 13 de abril
Foram registados mais 6 casos de infeção pelo novo coronavírus, atingindo-se a centena de infetados nos Açores. Todos, mais uma vez, na ilha de São Miguel, referindo-se a 3 mulheres, entre os 28 e os 59 anos, 3 homens, entre os 28 e os 66 anos.

#### 14 de abril
Mais uma infeção foi confirmada no concelho de Nordeste, tratando-se de uma mulher de 88 anos do Lar da Santa Casa da Misericórdia do Nordeste.
Registaram-se, também, 2 novas recuperações, totalizando 10 casos recuperados de COVID-19 nos Açores.

#### 15 de abril
Registou-se o 5º óbito na região, uma utente do lar de Nordeste que testou positivo após falecer.

#### 16 de abril
Registaram-se mais 3 casos na RA dos Açores (todos de São Miguel, sendo dois deles do lar de Nordeste e o outro um profissional de saúde do Hospital de Ponta Delgada), elevando para 105 o número de casos. Registaram-se também mais 3 recuperações.

#### 17 de abril
As autoridades regionais confirmaram mais uma nova infeção na ilha de São Miguel. Tratando-se de um homem com 56 anos de idade.

#### 18 de abril
Foram confirmados 22 novos casos, sendo 21 deles em São Miguel e o outro na Graciosa. Os casos diagnosticados em São Miguel referem-se a 16 mulheres, entre os 25 e 99 anos de idade, e 5 homens, entre os 42 e 93 anos de idade, relacionados com o Lar do Nordeste. Registou-se mais uma recuperação e, também, o óbito de uma utente do mesmo lar, com 88 anos.

#### 20 de abril
Após um dia sem registo de novos casos, os Açores registam mais 3 infetados. Os casos foram todos diagnosticados na ilha de São Miguel, tratando-se de duas mulheres, com 56 e 84 anos de idade, e um homem, de 49 anos. Registou-se, também, mais um óbito de uma utente, de 86 anos, do Lar do Nordeste.

#### 22 de abril
Após um dia sem novas infeções, registam-se 7 novos casos em São Miguel, todos sexo feminino, com idades compreendidas entre um e 93 anos de idade. 5 desses casos estão relacionados com o lar do Nordeste. Registou-se, também, mais um óbito e 4 recuperações.

#### 23 de abril
Neste dia registaram-se mais um óbito e um recuperado, elevando os números de óbitos e recuperações para 9 e 20, respetivamente.

#### 24 de abril
As autoridades regionais de saúde confirmaram, neste dia, mais 5 recuperações em território açoriano. As autoridades começaram, também, a preparar o levantamento de algumas medidas de contenção e a realização de testes imunológicos à população.

#### 25 de abril
Ainda sem registo de novos casos, são confirmadas mais duas recuperações nos Açores, tratando-se de uma mulher, da Praia da Vitória, e de um homem, de Ponta Delgada, de 50 e 64 anos, respetivamente.

#### 26 de abril
Foram registadas mais 7 recuperações e um óbito, de uma mulher de 99 anos do Lar de Idosos do Nordeste.

#### 28 de abril
Foram confirmadas mais três recuperações e um óbito. Este último de uma mulher de 78 anos proveniente do Lar do Nordeste.

#### 29 de abril
As autoridades de saúde confirmaram mais três recuperações, de residentes de São Miguel, e dois óbitos, de uma mulher de 86 anos do Lar do Nordeste e de um homem de 56 anos que se encontrava em cuidados paliativos.

#### 30 de abril
Registaram-se mais 5 recuperações, de residentes das ilhas de São Miguel e do Pico. O Governo Regional decide, neste dia, as medidas de flexibilização das restrições na Região, incluindo prazos para reabertura das escolas, serviços e medidas no âmbito da utilização de equipamentos de proteção individual, como máscaras, em diversas situações, bem como declaração do Estado de Calamidade Pública após a cessação, a 2 de maio, do Estado de Emergência Nacional, para continuar a permitir a fixação de cercas sanitárias em São Miguel.

### Maio de 2020

#### 1 de maio
Após um breve período de 8 dias sem novos registos de infeções, foram confirmados mais 4 quatro casos de infeção pelo novo coronavírus. Trata-se de três mulheres, entre 85 e 97 anos, e um homem, de 92 anos de idade, todos do Lar do Nordeste. Foram, também, confirmadas mais três recuperações e uma morte na região. Esta última de uma doente de 93 anos de idade.

#### 2 de maio
Neste dia foram confirmados mais um caso de COVID-19, de uma mulher de 87 anos do Lar do Nordeste, e, também, uma recuperação, de uma mulher de 57 anos da Graciosa.

#### 3 de maio
Não se registaram novos casos, registando-se 4 recuperações, de mulheres entre os 28 e os 58 anos, todas de São Miguel, elevando este total para 53.

#### 5 de maio
Foi confirmado mais um caso, de um homem de 23 anos relacionado com Lar da Santa Casa da Misericórdia do Nordeste. Foram igualmente confirmadas mais 11 recuperações, 6 mulheres e 5 homens, nas ilhas de São Miguel e Graciosa e com idades entre os 49 e os 92 anos.
O referido lar, onde se concentrou um grande número de infetados, foi encerrado. Os utentes infetados com a COVID-19 foram transferidos do Centro de Saúde do Nordeste para o Hospital do Divino Espírito Santo, sendo que os restantes foram transferidos para o Centro de Saúde referido.

#### 6 de maio
Foi confirmado mais um óbito na região, uma mulher de 82 anos de idade do lar que havia sido encerrado no dia anterior.

#### 7 de maio
Mais 7 recuperações foram relatadas (6 mulheres e um homem com idades entre os 24 e os 48, residentes das ilhas de São Miguel, Pico e Faial), elevando o numero de recuperados para 71, sendo que neste dia esse número superou o de casos ativos.

#### 8 de maio
Mais quatro doentes foram dados como recuperados. Tratando-se de duas mulheres com 45 e 67 anos, das ilhas de São Jorge e do Faial, e dois homens com 60 e 40 anos de idade, das ilhas de São Miguel e Terceira.

#### 9 de maio
As autoridades sanitárias confirmaram mais três recuperações correspondentes a duas mulheres de 50 e 77 anos, sendo esta última do Lar do Nordeste, e a homem de 56 anos, da ilha de São Miguel.

#### 10 de maio
Mais um caso de infeção pelo novo coronavírus foi reportado, um homem de 35 anos com histórico de viagem ao exterior da região autónoma. Foram, também, confirmadas mais cinco recuperações, correspondentes a quatro mulheres entre os 35 e 91 anos, e a um homem de 93 anos, residentes nas ilhas de São Miguel e Terceira.

#### 11 de maio
Não foram reportadas novas infeções neste dia. Contudo, registou-se um óbito - um homem de 92 anos do Lar do Nordeste - e mais seis recuperações - todas mulheres entre os 51 e 91 anos, sendo duas delas do referido lar.

#### 12 de maio
Neste dia foram confirmadas mais duas recuperações, ambas em São Miguel, referentes a mulheres com 45 e 92 anos, sendo a última oriunda do Lar do Nordeste.

#### 14 de maio
Foram dadas como recuperadas mais quatro pessoas, todas em São Miguel, correspondentes a três mulheres entre os 18 e os 62 anos - uma delas funcionária no Lar do Nordeste - e um homem de 66 anos.
O Governo Regional anunciou que irá criar um regime de apoio à cessação temporária da pesca, setor particularmente afetado pela pandemia na região.

#### 15 de maio
Foram confirmadas mais nove recuperações e não se registou nenhum novo caso. As recuperações correspondem a oito mulheres, com 27 e 91 anos, e a homem, com 42 anos, todos residentes na ilha de São Miguel.
O Governo Regional anunciou as datas para a reabertura faseada de alguns serviços de resposta social:
- 18 de maio: Visitas condicionadas aos lares de idosos nas ilhas de Santa Maria, Flores e Corvo.
- 25 de maio: Creches, serviço de amas, jardins de infância, centros de atividades ocupacionais, centros de dia, centros de noite, e ainda a retoma das visitas aos lares de idosos nas ilhas do Pico, Faial, Terceira e São Jorge.
- 1 de junho: Reabertura das respostas sociais anteriormente enunciadas nas ilhas de São Miguel e Graciosa
- Final do ano letivo: Reabertura dos centros de atividades de tempos livres a tempo inteiro para crianças dos 6 anos aos 12 - sendo este limite etário não aplicável a crianças portadoras de deficiência - nas ilhas do Pico, Faial, Terceira, São Jorge, São Miguel e Graciosa.

#### 16 de maio
Neste dia, uma doente de 75 anos do Lar do Nordeste foi dada como recuperada.

#### 17 de maio
Foram confirmadas mais duas recuperações, respeitantes a duas mulheres, com 58 e 60 anos, residentes nas ilhas de São Jorge e Graciosa.

#### 18 de maio
Após 7 dias sem novas infeções, foi confirmado mais um caso de COVID-19, tratando-se de uma mulher de 40 anos, testada devido ao rastreio às instituições escolares. Também, mais um doente foi dado como recuperado, tratando-se de uma mulher com 57 anos, residente na ilha de São Miguel.
Terminaram neste dia as cercas sanitárias no concelho do Nordeste, impostas a 30 de abril devido à situação no Lar da Santa Casa da Misericórdia do Nordeste. Ainda neste dia, deu-se a reabertura dos estabelecimentos industriais e comerciais na Graciosa, bem como a reabertura das escolas secundárias - medida de âmbito nacional - para um ensino presencial das disciplinas alvo de exame do 11.º e do 12.º ano e ainda os museus, bibliotecas públicas, jardins, reservas, monumentos naturais, centros ambientais e de interpretação e espaços de visitação públicos.
O Governo Regional anunciou um reforço no apoio às empresas regionais, assegurando o acesso às linhas de crédito nacionais, em mais de 150 milhões de euros, passando essas empresas a poder aceder sem restrições às mesmas.

#### 19 de maio
Foram confirmadas mais duas recuperações, correspondentes a dois homens, com 38 e 43 anos de idade, residentes na ilha do Faial.

#### 21 de maio
Mais três recuperações foram anunciadas pelas autoridades sanitárias. Tratando-se de  duas mulheres, com 64 e 90 anos - sendo esta última uma utente do Lar do Nordeste -, e um homem, com 71 anos, residentes nas ilhas do Pico e São Miguel.
Foi anunciado pelo Governo Regional que os estabelecimentos comerciais, industriais e de prestação de serviços da ilha de São Miguel reabrirão no dia 22 de maio e os serviços da Administração Regional retomarão o atendimento ao público a 25 de maio.

#### 22 de maio
O Governo Regional anunciou está a trabalhar na atribuição de um complemento regional ao prémio à vaca leiteira, de 45 euros, como forma de reforçar o rendimento dos produtores de leite, setor crucial do desenvolvimento regional dos Açores.

#### 23 de maio
Foi relatada mais uma recuperação, de uma mulher de 21 anos da Graciosa, elevando o número de recuperados para 114 e deixando a referida ilha sem casos ativos de COVID-19.

#### 24 de maio
Foram confirmadas mais 7 recuperações, respeitantes a um homem, de 37 anos, e a seis mulheres, entre os 1 e 97 anos, todos residentes na ilha de São Miguel.
Dos casos recuperados, três casos são de utentes do Lar do Nordeste, com idades entre os 95 e 97 anos, não restando, assim, à data, qualquer caso ativo nos utentes do referido lar.

#### 25 de maio
As autoridades regionais de saúde confirmaram mais uma recuperação. Trata-se de uma mulher de 43 anos, residente da ilha de São Miguel.
O Governo confirmou que as ligações aéreas e maritímas inter-ilhas do arquipélago irão ser restabelecidas gradualmente, a partir do dia 29 de maio.
Foi também confirmado que se irão iniciar os testes serológicos à população, pelo Instituto Nacional de Saúde Dr. Ricardo Jorge, para efeitos de estudo na região, determinando "a extensão da infeção na população e monitorizar a evolução da imunidade".

#### 26 de maio
Foram confirmadas mais duas recuperações, respeitantes a uma mulher, de 37 anos, e a um homem, de 23 anos, ambos trabalhadores do Lar do Nordeste.

#### 28 de maio
Neste dia, registaram-se quatro recuperações de infeção pelo novo coronavírus. Trata-se de uma criança de 3 anos e a uma mulher de 88 anos, residentes na ilha do Pico e na ilha de São Miguel, respetivamente, e a dois homens, com 27 e 35 anos de idade, ambos residentes em São Miguel.
Deixou de ser exigida a quarentena obrigatória à chegada à região, desde que os visitantes tragam um um teste negativo ou realizem um teste à chegada.

### Junho de 2020

#### 3 de junho
As autoridades de saúde confirmaram mais uma recuperação, no Nordeste, em São Miguel. Assim sendo, já não existem casos ativos relacionados com a cadeia de transmissão associada ao Lar do Nordeste.

#### 5 de junho
Foi confirmada mais uma recuperação de uma mulher de 40 anos, residente em São Miguel, elevando o número de recuperados para 130. Desse modo, deixaram de haver casos ativos nos Açores.

#### 7 de junho
O Presidente da República visitou os Açores onde se encontrou com o Presidente do Governo Regional e onde enalteceu o facto de já não existirem casos ativos na região.

#### 10 de junho
Foi confirmado mais um caso na região, ao fim de 23 sem novos casos e após já não haver casos ativos na região. Trata-se de um homem de 28 anos, vindo em avião militar de Portugal Continental e que aterrou na ilha Terceira.

#### 11 de junho
As autoridades anunciaram a retirada do caso confirmado no dia anterior, tendo o mesmo sido transferido para o continente. Fixando-se assim o número cumulativo de casos em 146, sem nenhum ativo.